# عسل‌خوار دمگاه‌زرشکی
عسل‌خوار دمگاه‌زرشکی (نام علمی: Myzomela eichhorni) یا میزوملای زیردم‌زرد، گونه‌ای از پرندگان تیرهٔ عسل‌خواران (Meliphagidae) است. این بوم‌زادی در استان غربی (جزایر سلیمان) است.